# Hráčské statistiky Chris Evertové

Chris Evertová v roce 1970.

Chris Evertová je bývalá profesionální americká tenistka, vítězka celkem 18 Grand Slamů ve dvouhře a 3 ve čtyřhře. Po dobu 260 týdnů byla světovou tenisovou jedničkou ženské dvouhry na žebříčku WTA.

## Finále Grand Slamu

### Dvouhra: 34 finále (18 vítězství, 16 proher)
| STav       | Rok  | Turnaj              | Povrch | Soupeřka ve finále  | Výsledek         |
| Finalistka | 1973 | French Open         | antuka | Margaret Courtová   | 6–7, 7–6, 6–4    |
| Finalistka | 1973 | Wimbledon           | tráva  | Billie Jean Kingová | 6–0, 7–5         |
| Finalistka | 1974 | Australian Open     | tráva  | Evonne Goolagong    | 7–6, 4–6, 6–0    |
| Vítězka    | 1974 | French Open         | antuka | Olga Morozovová     | 6–1, 6–2         |
| Vítězka    | 1974 | Wimbledon           | tráva  | Olga Morozovová     | 6–0, 6–4         |
| Vítězka    | 1975 | French Open (2)     | antuka | Martina Navrátilová | 2–6, 6–2, 6–1    |
| Vítězka    | 1975 | US Open             | antuka | Evonne Goolagongová | 5–7, 6–4, 6–2    |
| Vítězka    | 1976 | Wimbledon (2)       | tráva  | Evonne Goolagongová | 6–3, 4–6, 8–6    |
| Vítězka    | 1976 | US Open (2)         | antuka | Evonne Goolagongová | 6–3, 6–0         |
| Finalistka | 1978 | Wimbledon (2)       | tráva  | Martina Navrátilová | 2–6, 6–4, 7–5    |
| Vítězka    | 1978 | US Open (4)         | tvrdý  | Pam Shriverová      | 7–5, 6–4         |
| Vítězka    | 1979 | French Open (3)     | antuka | Wendy Turnbullová   | 6–2, 6–0         |
| Finalistka | 1979 | Wimbledon (3)       | tráva  | Martina Navrátilová | 6–4, 6–4         |
| Finalistka | 1979 | US Open             | tvrdý  | Tracy Austinová     | 6–4, 6–3         |
| Vítězka    | 1980 | French Open (4)     | antuka | Virginia Ruziciová  | 6–0, 6–3         |
| Finalistka | 1980 | Wimbledon (4)       | tráva  | Evonne Goolagongová | 6–1, 7–6         |
| Vítězka    | 1980 | US Open (5)         | tvrdý  | Hana Mandlíková     | 5–7, 6–1, 6–1    |
| Vítězka    | 1981 | Wimbledon (3)       | tráva  | Hana Mandlíková     | 6–2, 6–2         |
| Finalistka | 1981 | Australian Open (2) | tráva  | Martina Navrátilová | 6–7, 6–4, 7–5    |
| Finalistka | 1982 | Wimbledon (5)       | tráva  | Martina Navrátilová | 6–1, 3–6, 6–2    |
| Vítězka    | 1982 | US Open (6)         | tvrdý  | Hana Mandlíková     | 6–3, 6–1         |
| Vítězka    | 1983 | French Open (5)     | antuka | Mima Jaušovecová    | 6–1, 6–2         |
| Finalistka | 1983 | US Open (2)         | tvrdý  | Martina Navrátilová | 6–1, 6–3         |
| Finalistka | 1984 | French Open (2)     | antuka | Martina Navrátilová | 6–3, 6–1         |
| Finalistka | 1984 | Wimbledon (6)       | tráva  | Martina Navrátilová | 7–6, 6–2         |
| Finalistka | 1984 | US Open (3)         | tvrdý  | Martina Navrátilová | 4–6, 6–4, 6–4    |
| Vítězka    | 1984 | Australian Open (2) | tráva  | Helena Suková       | 6–7(4), 6–1, 6–3 |
| Vítězka    | 1985 | French Open (6)     | antuka | Martina Navrátilová | 6–3, 6–7(4), 7–5 |
| Finalistka | 1985 | Wimbledon (7)       | tráva  | Martina Navrátilová | 4–6, 6–3, 6–2    |
| Finalistka | 1985 | Australian Open (3) | tráva  | Martina Navrátilová | 6–2, 4–6, 6–2    |
| Vítězka    | 1986 | French Open (7)     | antuka | Martina Navrátilová | 2–6, 6–3, 6–3    |
| Finalistka | 1988 | Australian Open (4) | tvrdý  | Steffi Grafová      | 6–1, 7–6(3)      |

### Ženská čtyřhra: 4 finále (3 vítězství, 1 prohra)
| Stav       | Rok  | Turnaj          | Povrch | Spoluhráčka         | Soupeřky ve finále                 | Výsledek      |
| Vítězka    | 1974 | French Open     | antuka | Olga Morozovová     | Gail Lovera Katja Ebbinghausová    | 6–4, 2–6, 6–1 |
| Vítězka    | 1975 | French Open (2) | antuka | Martina Navrátilová | Julie Anthonyová Olga Morozovová   | 6–3, 6–2      |
| Vítězka    | 1976 | Wimbledon       | tráva  | Martina Navrátilová | Billie Jean Kingová Betty Stoveová | 6–1, 3–6, 7–5 |
| Finalistka | 1988 | Australian Open | tvrdý  | Wendy Turnbullová   | Martina Navrátilová Pam Shriverová | 6–0, 7–5      |

### Smíšená čtyřhra: 1 finále (1 prohra)
| Stav       | Rok  | Turnaj  | Povrch | Spoluhráč     | Soupeři ve finále               | Výsledek |
| FInalistka | 1974 | US Open | tráva  | Jimmy Connors | Pam Teeguardenová Geoff Masters | 6–1, 7–6 |

## Chronologie výsledků Grand Slamu – ženská dvouhra
| Turnaj           | 1971  | 1972  | 1973  | 1974  | 1975  | 1976  | 1977  | 1978  | 1979  | 1980  | 1981  | 1982  | 1983  | 1984  | 1985  | 1986  | 1987  | 1988  | 1989  | Celkově SR |
| ---------------- | ----- | ----- | ----- | ----- | ----- | ----- | ----- | ----- | ----- | ----- | ----- | ----- | ----- | ----- | ----- | ----- | ----- | ----- | ----- | ---------- |
| Australian Open  | A     | A     | A     | F     | A     | A     | A / A | A     | A     | A     | F     | W     | A     | W     | F     | NH    | A     | F     | A     | 2 / 6      |
| French Open      | A     | A     | F     | W     | W     | A     | A     | A     | W     | W     | SF    | SF    | W     | F     | W     | W     | SF    | 3k    | A     | 7 / 13     |
| Wimbledon        | A     | SF    | F     | W     | SF    | W     | SF    | F     | F     | F     | W     | F     | 3k    | F     | F     | SF    | SF    | SF    | SF    | 3 / 18     |
| US Open          | SF    | SF    | SF    | SF    | W     | W     | W     | W     | F     | W     | SF    | W     | F     | F     | SF    | SF    | QF    | SF    | QF    | 6 / 19     |
| SR               | 0 / 1 | 0 / 2 | 0 / 3 | 2 / 4 | 2 / 3 | 2 / 2 | 1 / 2 | 1 / 2 | 1 / 3 | 2 / 3 | 1 / 4 | 2 / 4 | 1 / 3 | 1 / 4 | 1 / 4 | 1 / 3 | 0 / 3 | 0 / 4 | 0 / 2 | 18 / 56    |
| Žebř./konec roku | 10    | 4     | 4     | 1     | 1     | 1     | 1     | 2     | 2     | 1     | 1     | 2     | 2     | 2     | 2     | 2     | 3     | 3     | 10    |            |

| Legenda | Legenda                                   | Legenda | Legenda                     |
| ------- | ----------------------------------------- | ------- | --------------------------- |
| SR      | poměr vyhraných turnajů ku všem odehraným | W–L V–P | výhry–prohry                |
| NH      | daný rok se turnaj nekonal                | A       | turnaje se hráč nezúčastnil |
| 1Q / LQ | prohra v (kole) kvalifikace               | 1k / 1R | prohra v daném kole turnaje |
| QF / ČF | prohra ve čtvrtfinále                     | SF      | prohra v semifinále         |
| F       | prohra ve finále                          | Vítěz   | vítězství v turnaji         |

- Poznámka: Australian Open se v roce 1977 konal dvakrát, v lednu a prosinci.